# XV Cos d'Exèrcit (Bàndol republicà)
El XV Cos d'Exèrcit va ser una formació militar pertanyent a l'Exèrcit Popular de la República que va lluitar durant la Guerra Civil Espanyola. Va arribar a operar inicialment en el front del Nord, formada per tropes del front santanderí, si bé va tenir una curta vida operativa. La unitat seria recreada novament en 1938, al comandament del tinent coronel Manuel Tagüeña Lacorte, i va tenir una participació destacada durant la batalla de l'Ebre.

## Historial

### Front Nord
El 6 d'agost de 1937 el comandant de l'Exèrcit del Nord, general Mariano Gamir Ulibarri, va dur a terme una reorganització de les seves forces: l'antic Cos d'exèrcit santanderí va ser reconvertit en el XV Cos d'Exèrcit, que va quedar sota el comandament del tinent coronel José García Vayas i amb el tinent coronel Luis López Piñeiro com a cap d'Estat Major. La formació comptava amb quatre divisions i amb la 177a Brigada Mixta com a unitat de reserva.
El 14 d'agost va començar l'esperada ofensiva franquista en la zona, començant els primers atacs pel sud (al voltant de Reinosa) que anaven acompanyades de fortes incursions aèries. Des del principi les coses van anar malament per al XV Cos, que va començar a sofrir la desproporció existent entre tots dos bàndols. Com a conseqüència de les primeres derrotes, el 17 d'agost es va produir la substitució del tinent coronel García Vayas en el comandament pel més eficient Francisco Galán Rodríguez. Però la destresa i habilitat del Galán no van ser suficients per a posar fre al daltabaix republicà després de la destrucció de la bossa de Reinosa, el dia 17. Després d'això va venir la retirada general de l'exèrcit republicà en la zona. El XV Cos d'Exèrcit, a causa de les fortes pèrdues que va sofrir, seria dissolt el 29 d'agost.

### Recreació
El 16 d'abril es va crear a Catalunya un cos d'exèrcit que recuperava la numeració «XV». Aquesta unitat, formada sobre les restes de l'Agrupació «Tagüeña», va quedar composta per tres divisions —3a, 35a i 42a— i sota el comandament del tinent coronel Manuel Tagüeña Lacorte. Aquestes forces estaven compostes en part per restes de la retirada republicana d'Aragó i en part per efectius procedents dels nous reemplaçaments (l'anomenada «Quinta del biberó»). Quan es va completar la seva formació el XV Cos d'Exèrcit tenia una massa de maniobra composta porus 30.000 efectius. A principis de juny va quedar integrat en l'Exèrcit de l'Ebre.
Batalla de l'Ebre
De cara a la batalla de l'Ebre estava previst que el XV Cos d'Exèrcit constituís una de les forces principals de maniobra: segons els plans republicans, la formació havia d'atacar en zona del cap de pont de Riba-roja-Flix-Ascó-la Fatarella. En les primeres hores del 25 de juliol de 1938 les unitats republicanes van començar a travessar el riu Ebre per nombrosos punts, en un ampli front. La 226a Brigada Mixta de la 42a Divisió va ser una de les primeres unitats que va creuar.
El XV Cos travessaria el riu massivament entre les poblacions de Mequinensa i Ascó, portant el pes de les operacions en la zona nord de l'ofensiva republicana. Així mateix, i a fi de distreure l'atenció de l'enemic, es van realitzar altres dos passos menors. Un d'aquests va ser llançat per la 42a Divisió, que va travessar el riu entre Mequinensa i Faió, aconseguint establir un cap de pont i en un ràpid avanç les seves tropes arriben fins als Alts dels Auts. No obstant això, a causa de la forta reacció dels «nacionals» en aquesta zona i a la total manca de suport artiller, els republicans no van aconseguir la presa de cap d'aquestes dues poblacions i van quedar frenats en el seu avanç. Durant els següents mesos les forces del XV Cos d'Exèrcit mantindrien una llarga lluita de desgast que suposarà un greu crebant per als seus efectius i equip militar. La situació es va mantenir en un punt mort fins a principis de novembre, quan la resistència republicana es va ensorrar.
Al caient de la tarda del dia 15 de novembre, sota les ordres de Manuel Tagüeña, tot estava preparat a Flix per passar el riu per part de les tropes governamentals que s'han anat replegant. A dos quarts de cinc de la matinada, ja dia 16, els últims combatents republicans han creuat al marge esquerre. Després d'haver evacuat el material de guerra i als últims soldats, Tagüeña va ordenar volar el pont de ferro de Flix.
Retirada de Catalunya
A la fi de desembre de 1938, al començament l'ofensiva franquista de Catalunya, la unitat es trobava en la rereguarda com a reserva de l'Exèrcit de l'Ebre. Malgrat estar greument desgastat pels combats de l'Ebre, el XV Cos d'Exèrcit va participar en el contraatac republicà contra la penetració enemiga. La resistència republicana va aconseguir mantenir les seves posicions durant uns dies, però la superioritat franquista acabaria forçant l'enfonsament de tot el front.
A partir del 17 de gener el XV Cos d'Exèrcit va ser situat a la zona costanera, començant la retirada cap a la frontera francesa, sense poder evitar la caiguda de Barcelona, el 26 de gener. La veritat és que es trobava ja molt minvat en efectius tant humans com materials com per a poder oferir una resistència efectiva. Al començament de febrer algunes unitats del minvat exèrcit republicà van intentar organitzar un focus de resistència al nord de Catalunya, temptativa que no prosperaria. Entre el 5 i el 9 de febrer les restes del XV Cos van travessar la frontera, on van ser internats en camps de concentració.

## Comandaments
Comandants en Cap
- Tinent coronel Manuel Tagüeña Lacorte, des del 16 d'abril de 1938;

Comissaris
- Josep Fusimaña Fábregas, del PSUC;[20][21]

Caps d'Estat Major
- Major de milícies Manuel Martínez Sánchez-Simarro,[22][23] des del 16 d'abril de 1938;
- Major de milícies Luis Gullón,[n. 2] des del 12 de gener de 1939;

## Ordre de batalla
| Data                | Exèrcit adscrit   | Front de batalla | Divisions integrades        |
| 6 d'agost de 1937   | Exèrcit del Nord  | Santander        | 52a, 53a, 54a i 55a         |
|                     |                   |                  |                             |
| 16 d'abril de 1938  | —                 | Rereguarda       | 3a, 35a i 42a               |
| 3 d'agost de 1938   | Exèrcit de l'Ebre | Ebre             | 3a, 16a i 60a               |
| Desembre de 1938    | Reserva del GERO  | Rereguarda       | 3a, 35a i 42a               |
| 17 de gener de 1939 | Exèrcit de l'Ebre | Costa            | 3a 35a, 42a, 24a, 43a i 56a |
| 27 de gener de 1939 | Exèrcit de l'Ebre | Llobregat        | 35a, 42a, 43a               |